# Cath Bishop
Catherine „Cath” Bishop (ur. 22 listopada 1971) – brytyjska wioślarka. Srebrna medalistka olimpijska z Aten.
Brała udział w trzech igrzyskach (IO 96, IO 00, IO 04). W stolicy Grecji medal zdobyła w dwójce bez sternika, wspólnie z Katherine Grainger. Zdobyła dwa medale mistrzostw świata w dwójce bez sternika, złoto w 2003 i srebro w 1998.